# Firestone Country Club
Firestone Country Club är en privat golfklubb i Akron i Ohio. Golfklubben är ett reguljärt stopp på PGA-touren och är årligen arrangör för mästerskapet WGC-Bridgestone Invitational, som spelas under augusti. Firestone har även varit arrangörsbana för tre PGA-mästerskap, varav det senaste hölls 1975 då Jack Nicklaus vann.
Firestone CC har tre golfbanor, den södra, den norra samt den västra. Klubben har även arrangerat tre tv-sända golftävlingar under samma år; American Golf Classic, CBS Golf Classic samt The World Series of Golf, detta var 1974 och är den enda golfklubb som har gjort det.

## Historia
Harvey Firestone köpte år 1915 400 hektar land söder om Firestones Däck och Gummifabrik med syfte att tillgodose sina anställda med mark att bygga bostäder på, samt skolor och parker nära fabriken. Den första golfbanan som designades var den södra, av Bert Way år 1929 och inför den sista upplagan av Rubber City Open som spelades där, år 1959, var banan par 71 och 6000 meter lång. 
Inför PGA-mästerskapet 1960 gjorde banarkitekten Robert Trent Jones stora renoveringar på den södra banan, han förlängde banan till 6500 meter, gjorde om den till par 70 och adderade flera nya bunkrar . Jones förlängde även det kända par 5-16:e hålet på den södra banan med 45 meter samt lade till en ny damm före greenen.
Robert Trent Jones är även banarkitekten bakom Firestones norra golfbana som designades 1969. Den västra golfbanan är den nyaste och designades av Tom Fazio och öppnades 2002.

## Tävlingar
Rubber City Open var den första tävlingen att hållas på Firestone, från 1954 till 1959. PGA Championship har arrangerats tre gånger; 1960, 1966 samt 1975, alla på södra banan. American Golf Classic hölls även här alla år mellan 1961 och 1976, med undantag för 1966 och 1975 då PGA-mästerskapet hölls. CBS Golf Classic arrangerades på Firestone CC varje år mellan 1967 och 1974 och Sr. PGA Championship (vilken är en major på herrarnas senior tour) arrangerades 2002.
Sedan 1962 har NEC World Series of Golf, numera under namnet WGC-Bridgestone Invitational, arrangerats på Firestone CC - vanligtvis på den södra banan - och där Jack Nicklaus vann de två första upplagorna. Tiger Woods har vunnit tävlingen totalt 8 gånger, och år 2000 på den södra banan, slog han ett slag på det 72:a hålet som har kommit att bli kallat för "a shot in the dark" och anses vara ett av hans bästa slag i karriären. 